# پیشاغول‌دد
پیشاغول‌دد (نام علمی: Protitanotherium) نام یک سرده از تیره تندرددان است.